# 桂溪街道 (成都市)
桂溪街道，是中华人民共和国四川省成都市武侯区下辖的一个乡镇级行政单位，由成都高新技术产业开发区代管。

## 行政区划
桥头溪乡下辖以下地区：
三瓦窑社区、和平社区、益州社区、永安社区、双源社区、大源社区、南新社区、铜牌村和民乐村。